# Battistero paleocristiano di Santa Maria Maggiore
Il battistero paleocristiano di Santa Maria Maggiore sorge in località San Clemente, sita nel Comune di Nocera Superiore (provincia di Salerno), ed oggi è annesso al complesso monumentale di Santa Maria Maggiore di cui fa parte insieme alla Cappella di Santa Caterina, la nuova sede parrocchiale e i suoi giardini (un tempo orti) e l'Antiquarium. Denominato negli anni e nel gergo popolare La Rotonda, il Tempio Rotondo o più comunemente Santa Maria la Rotonda, il battistero paleocristiano viene edificato nel VI secolo d.C. entro le mura dell'Antica Nuceria, privilegio riservato solo alle città imperiali e poche altre, durante la Restauratio Imperii di Giustiniano I. A circa quattro metri al di sotto dell’attuale piano di campagna in seguito alle continue alluvioni, fu innalzato su di un edificio precedente di epoca romana del II-III secolo d.C., di cui oggi si possono ammirare i pavimenti di mosaici policromi nel deambulatorio e nell’area absidale. Dopo la sua realizzazione il battistero, divenne sede vescovile della Diocesi di Nocera fino al IX secolo, secolo in cui non si attesta più la presenza, all’interno della struttura, dell'antica cattedra in marmo pario dove oggi troviamo il recente altare. 
La pianta riprende quella del mausoleo di Santa Costanza di Roma, ma è molto simile ad edifici coevi orientali ed africani.

## Descrizione

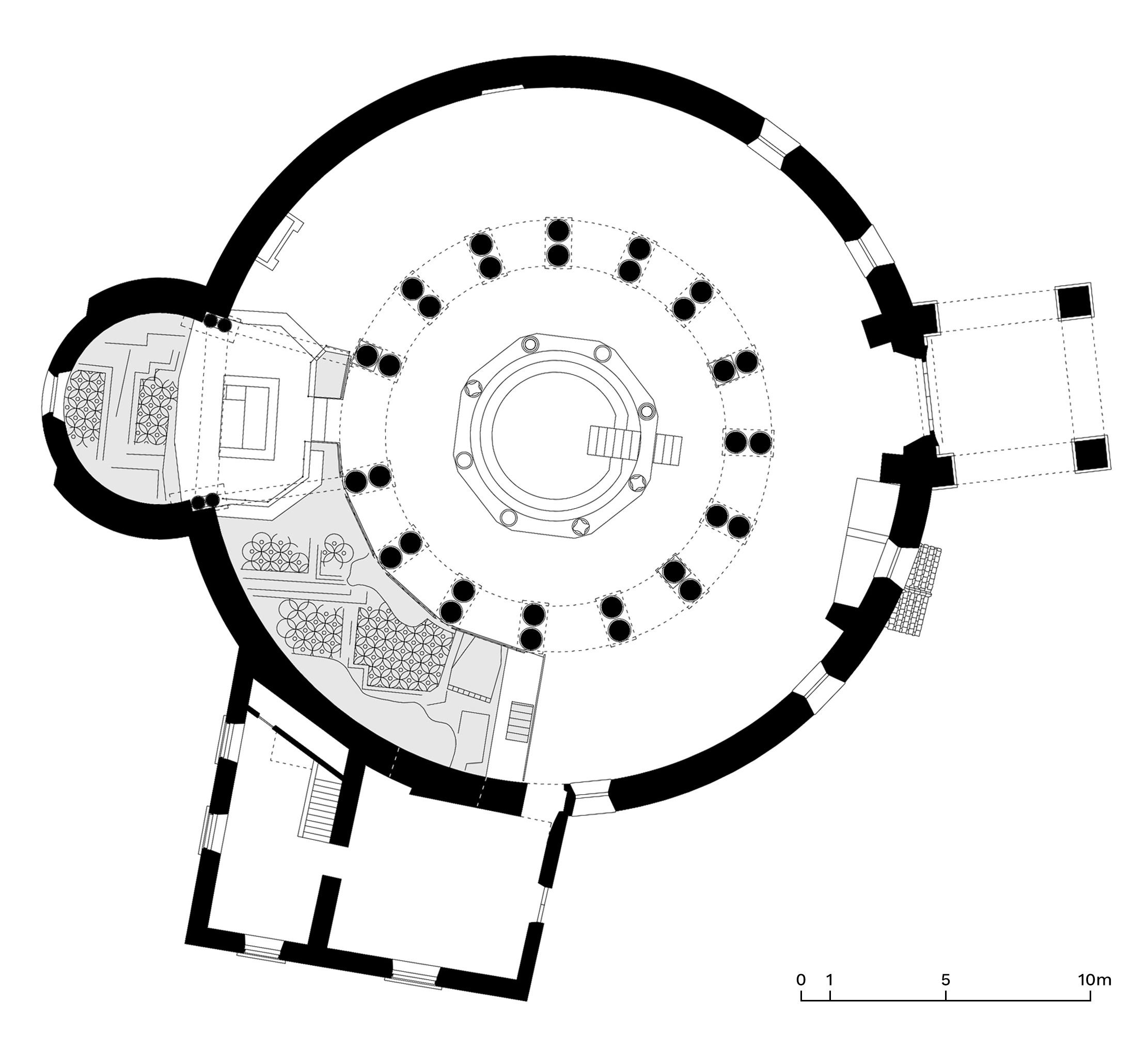
Pianta del battistero paleocristiano di Santa Maria Maggiore

A pianta centrale con un diametro di 24 metri e la cupola alta 15 metri circa, il Tempio fu costruito con materiali di spoglio di templi ed edifici pubblici romani dell'Antica Nuceria (in particolare della località di Pareti), come le pregiatissime quindici coppie di colonne di marmo verde cipollino, breccia d’Aleppo e giallo di Numidia, che sorreggono l’imponente cupola.

### Le colonne
Le colonne, differenti tra loro offrono al battistero una vivace policromia interna; diversi tra loro sono anche i capitelli, dove in alcuni è possibile notare la presenza di delfini, a testimonianza di un antico tempio in città dedicato al dio Nettuno, da cui sono stati prelevati. Sulle colonne, e tra loro, si possono notare puntelli in ferro e cerchiature, inserite nel 1806 in lavori di restauro e consolidamento del periodo borbonico (restauro ordinato da Ferdinando II di Borbone, su sollecitazione della popolazione nocerina), laddove sembravano malridotte. In realtà, le scheggiature o meglio, l’assente lavorazione su alcune colonne, sono il risultato della mancata manodopera degli scultori romani, poiché molte di esse erano incastonate su mura di antichi edifici pubblici o templi della città.

### La cupola
La cupola ovoidale oggi si nasconde alla città, perché protetto esternamente da un nuovo tamburo e una copertura a falde con tegole in cotto. Eretta con la tecnica sapiente degli architetti romani dell’età imperiale, dopo diciotto secoli di vita, dopo rovinosi terremoti che devastarono la regione ed un millenario abbandono, oggi si staglia alta in tutta la sua magnificenza con le antiche aperture che ne seguono il profilo sferico. La cupola è contrastata staticamente dalla volta a botte che corre lungo il deambulatorio, per interrompersi sul presbiterio con due arcate in mattoni.

### Il fonte battesimale
Al centro dell'edificio è posto il grande fonte battesimale, di forma ottagonale all'esterno e circolare all'interno, utilizzato dai catecumeni nel rito per immersione; sormontato da colonne, che in antichità dovevano sostenere un tiburio ligneo - infatti su di esse è possibile scorgere alcuni fori che fungevano da supporto per bastoni in legno atti a sostenere velaria per preservare il pudore dei battezzandi - è il secondo fonte battesimale più grande d’Italia dopo quello di San Giovanni in Laterano, con i suoi 7,12 metri di diametro. La superficie laterale è rivestita con lastre di marmo decorate con croci in stile greco (che secondo alcuni richiamano la croce templare), i cui bracci terminano indistintamente in forma lunata. Tutte le incisioni presenti erano in origine riempite con stucchi policromi.

### Il presbiterio e l'abside
Il presbiterio oltre ad ospitare l'altare, che nei restauri del 1925 venne installato innanzi all'abside, accoglie delle colonne binate sui suoi lati: in marmo bianco, sono state tratte ciascuna coppia dallo stesso blocco di cava; scanalate nella parte superiore, esse si ergono dal pavimento senza una base e sono alte 3 metri circa. Su di esse poggiano due capitelli romani, sui quali poggia un frammento di un'antica cornice di un antico tempio - altri frammenti sono oggi all’interno dell'Antiquarium nella prima sala, così come sul portale d’ingresso - presente nell'Antica città di Nuceria. L’abside accoglie, così come il deambulatorio, pavimenti di mosaici policromi di un edificio precedente, di epoca romana del II-III secolo d.C., era l’ingresso originario del Tempio che avveniva quindi dall’antico Foro, individuato nell’area dell’odierno Parco Archeologico, alle spalle del Complesso Monumentale.

### Le cappelline della Vergine e delCristo Pantocrator

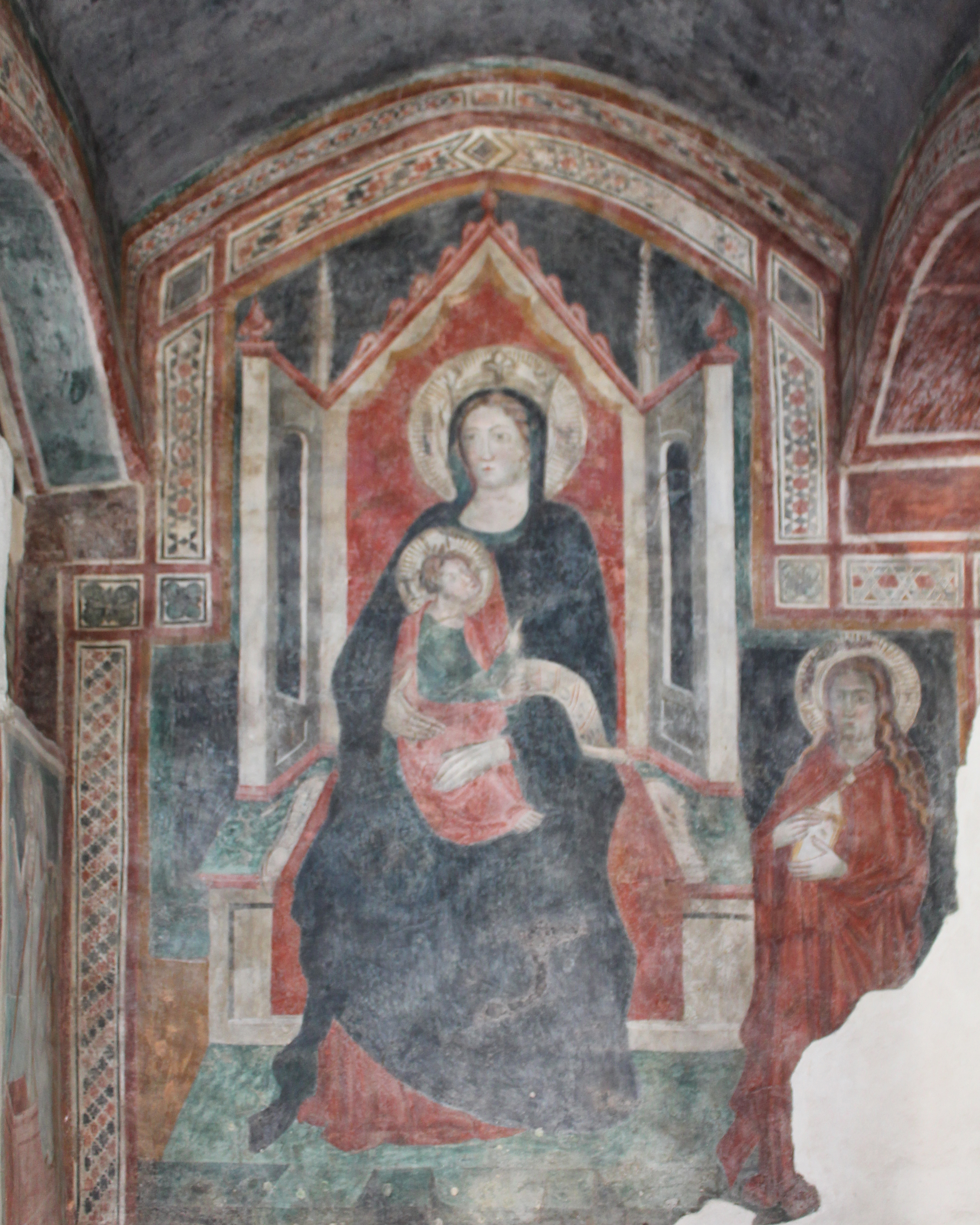
Affresco cappellina della Vergine del battistero paleocristiano

Alla sinistra del portale d’ingresso troviamo due cappelline, in particolare un andito (ovvero un passaggio che permetteva l’accesso alla perduta Congrega di S. Maria delle Grazie del Monte dei Morti eretta nel 1712) ed una cappellina, in cui vi sono affreschi raffiguranti scene del Nuovo Testamento in stile giottesco, realizzate tra il 1300 e 1400. Nella prima cappellina pregevoli sono le raffigurazioni della Vergine e Bambino, attribuita a Roberto d’Oderisio, uno dei massimi esponenti della pittura napoletana del ‘300, dai suoi colori accesi rosso e blu. Nell’altra cappellina, il vecchio andito, vi è la raffigurazione del Cristo Pantocrator sulla volta a botte; la caduta di un frammento d'intonaco dell’affresco, ha chiaramente reso visibili precedenti e più antiche pitture decoravano l'ambiente, prima di questa pregevole opera. Sempre in questa seconda cappellina sulla destra, vi è una raffigurazione tanto insolita quanto controversa: una scena della Natività, molto singolare, dove si nota distesa sul drappo rosso, avvolta in un manto marrone la Vergine, che è posta tra i due "Bambini", le spalle rivolte al primo in fasce, il volto e la mano con l'indice teso verso il secondo che sta facendo il bagno.

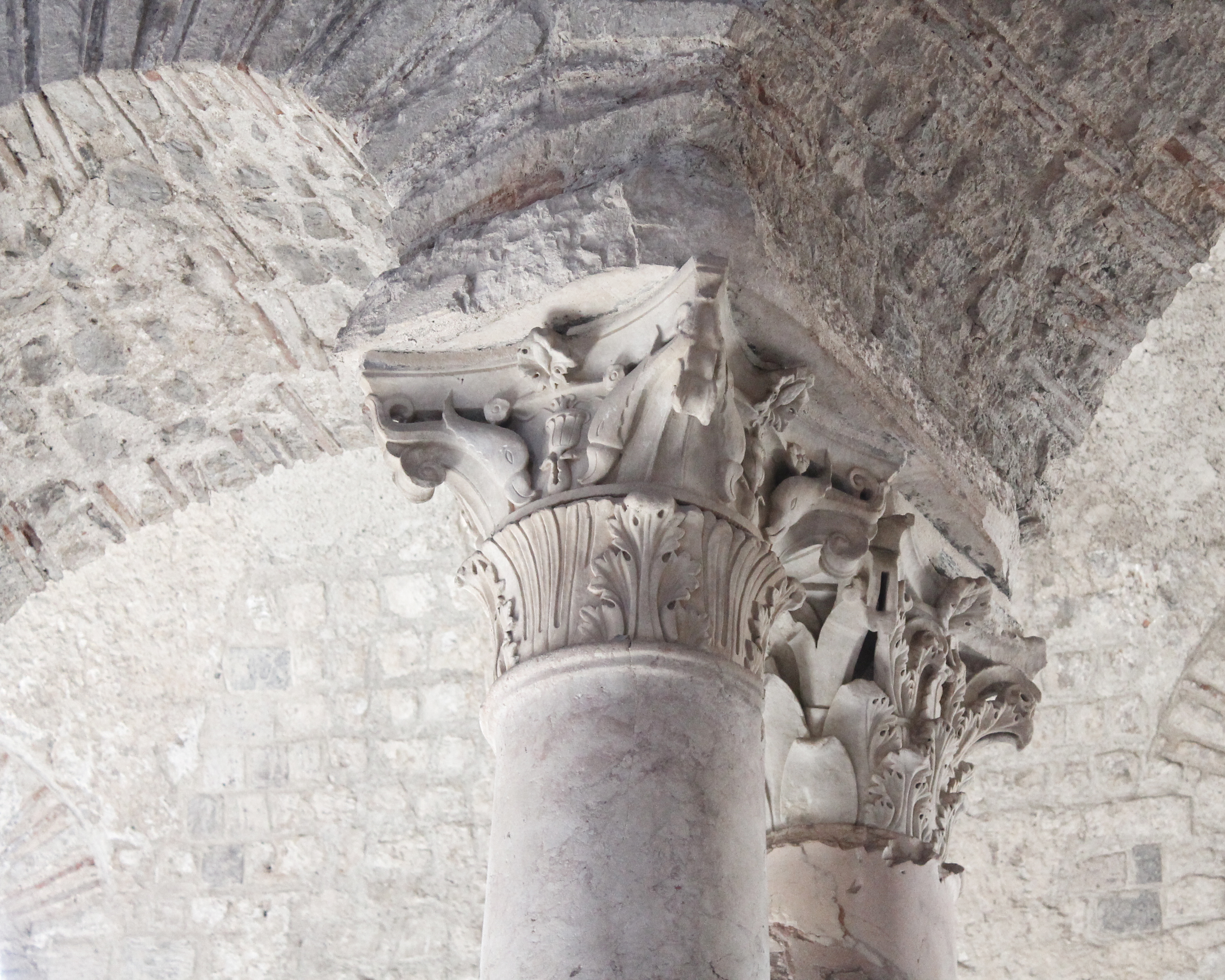
Dettaglio dei capitelli con delfini del battistero paleocristiano

### Il bassorilievo della Madonna di Santa Maria Maggiore con Bambino
Inoltre, di particolare importanza è un bassorilievo che si può ammirare sulla parete perimetrale interna del battistero paleocristiano, in posizione alta, alla sinistra dell'altare: una opera in stucco policromo che raffigura la Madonna di Santa Maria Maggiore con Bambino, databile alla prima metà del XVI secolo, da cui prende il nome l’intera località compreso il Complesso Monumentale.

### I mosaici policromi
Le campagne di scavo sul finire degli anni ‘80, portarono alla luce i bellissimi mosaici policromi del II-III secolo d.C. all'interno dell'abside e del deambulatorio (oggi visibili), a qualche edificio pubblico o residenziale importante, visto il buon livello qualitativo della realizzazione - con una rappresentazione geometrica e fitomorfa - e considerata anche la vicinanza al Foro di Nuceria. Inoltre, individuarono altre due fasi pavimentali precedenti, finora non documentate: quella intermedia costituita da un amalgama di scaglie di marmo bianco e l’altra in cocciopesto semplice o con tesserine, rispettivamente di età tardo-repubblicana ed età imperiale, riconducibili a strutture con funzione residenziale dell'Antica Nuceria.

## L'Antiquarium
L'Antiquarium, su due livelli, raccoglie all’interno delle sue sale frammenti di ceramiche e mosaici ma in particolare lapidi, colonne e materiali di spoglio di antiche strutture romane, rinvenute in prossimità del La Rotonda e nella città dell’Antica Nuceria. Singolare ed unica è la balconata panoramica nell’ultima sala dell’area museale, dal quale si può ammirare l’interno del Tempio da una visuale mozzafiato, il dettaglio dell'incredibile volta a botte che percorre tutta la galleria, i capitelli con delfini e l’incredibile spazialità sacra di tutta l’intera struttura.

## Curiosità
Le credenze popolari e le leggende legate alla struttura, sono diverse: una in particolare, riguardante proprio il rito battesimale, dove si credeva che il nascituro dopo esser stato battezzato, doveva passare tra le 15 coppie di colonne binate del battistero; qualora non riuscisse a passare tra tutte e quindici le coppie di colonne il bambino non era puro con l'anima o era stato concepito al di fuori del matrimonio. Oggi, non più i battezzati ma chi vi entra, si presta a questo rituale per tradizione (non è molto facile passare tra tutte le colonne, anche per la presenza di puntelli in ferro di epoca borbonica).

## Galleria d'immagini

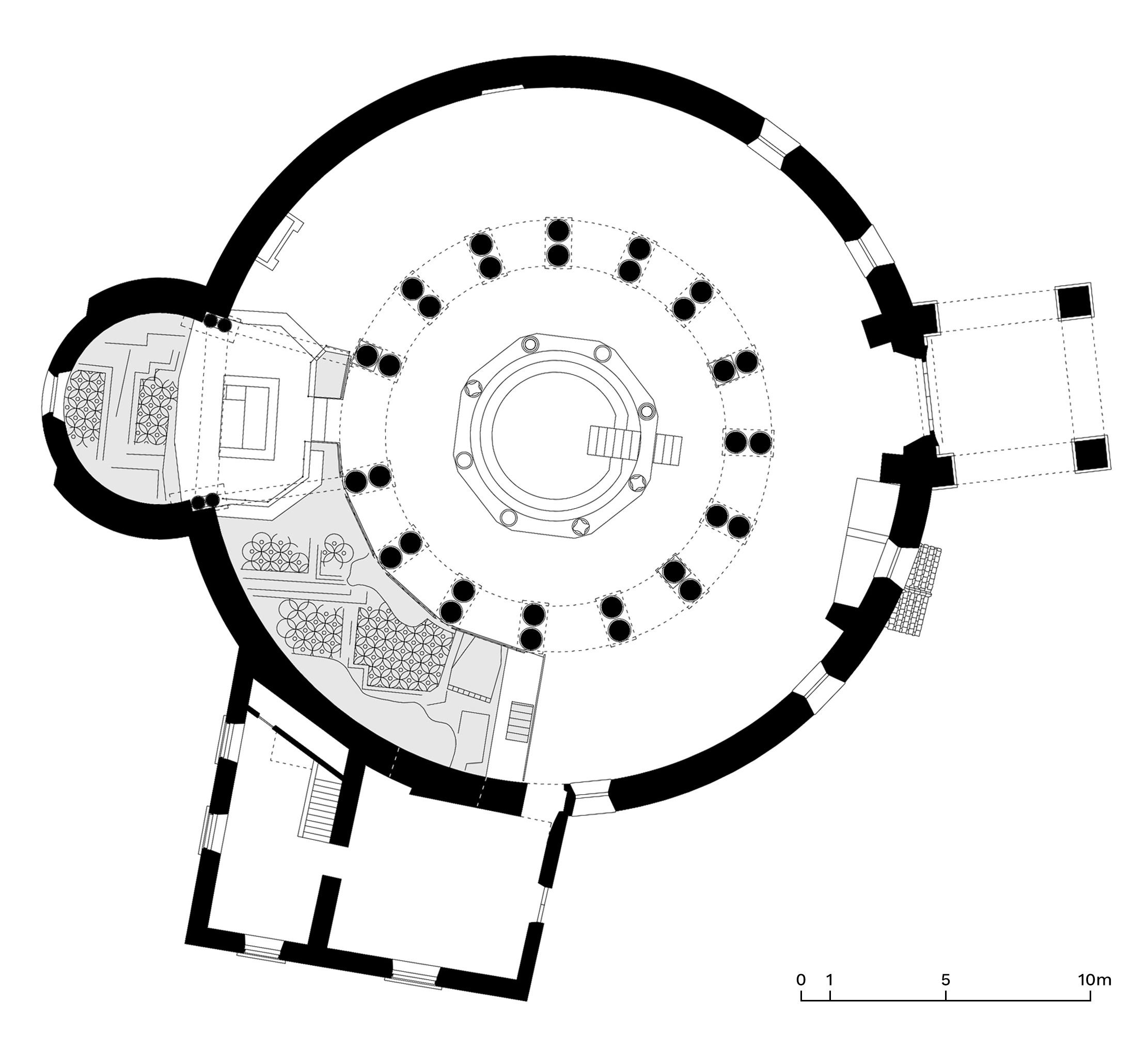
Pianta del battistero paleocristiano di Santa Maria Maggiore
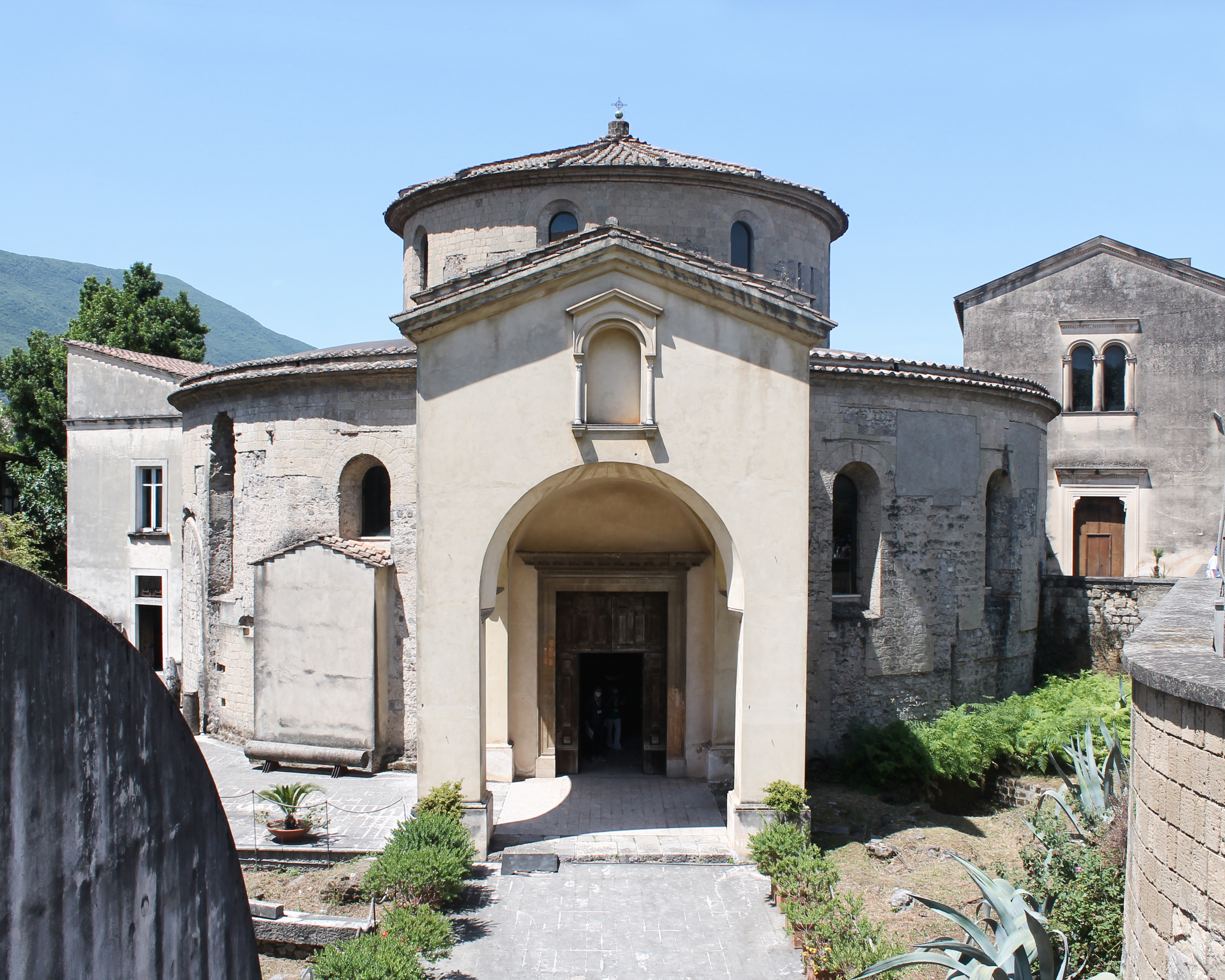
Esterno del battistero
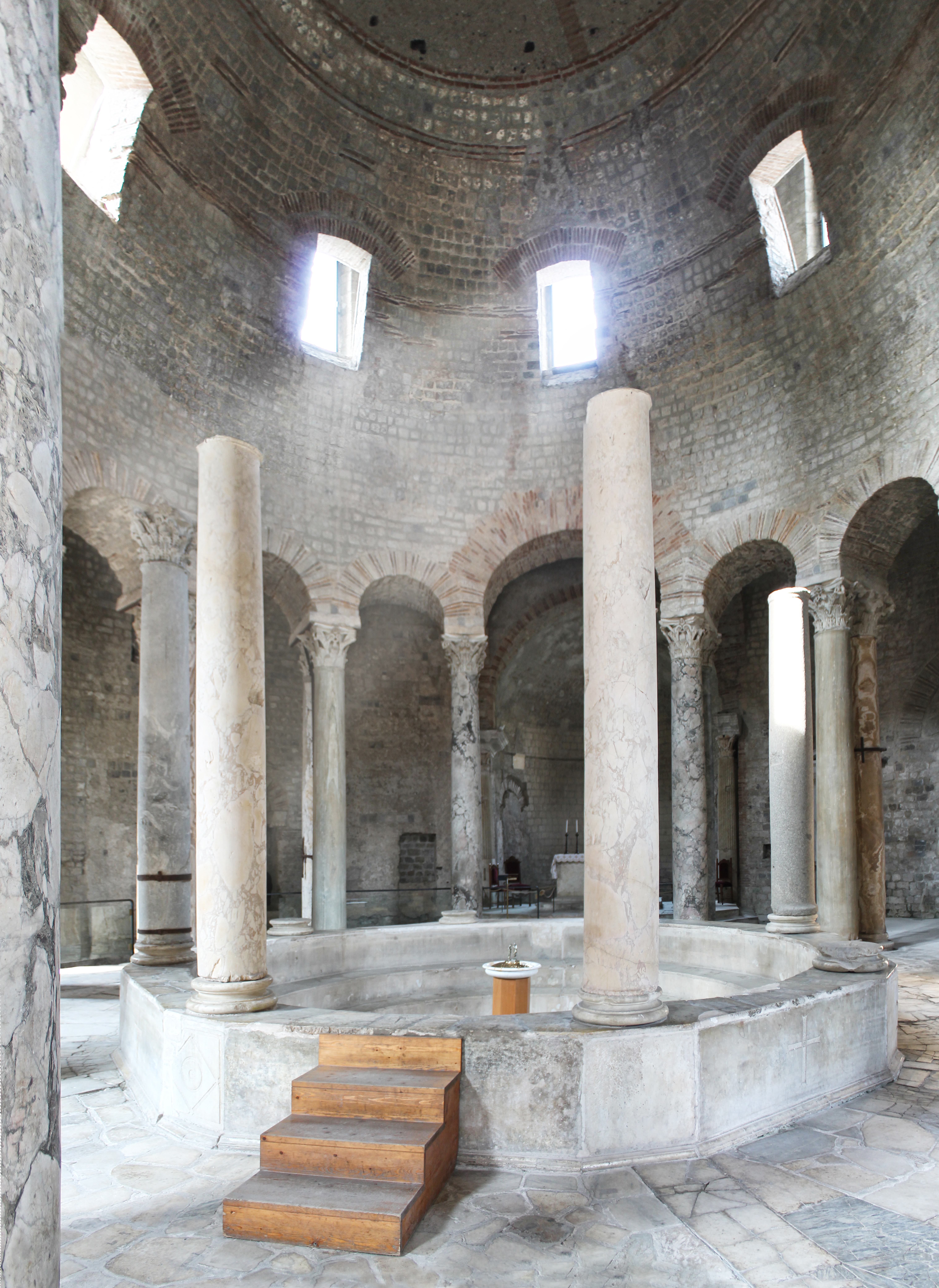
Interno del battistero
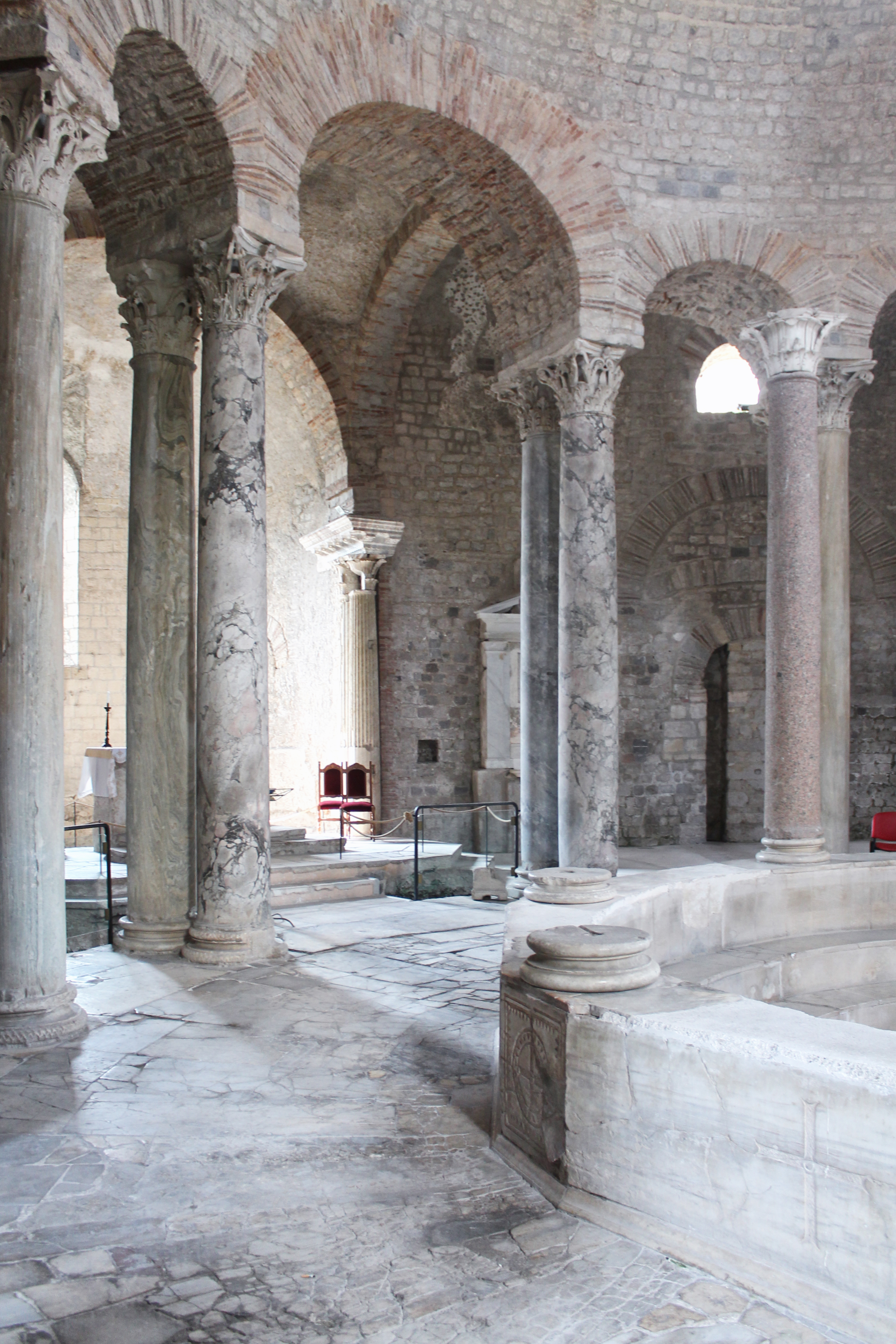
Interno del battistero
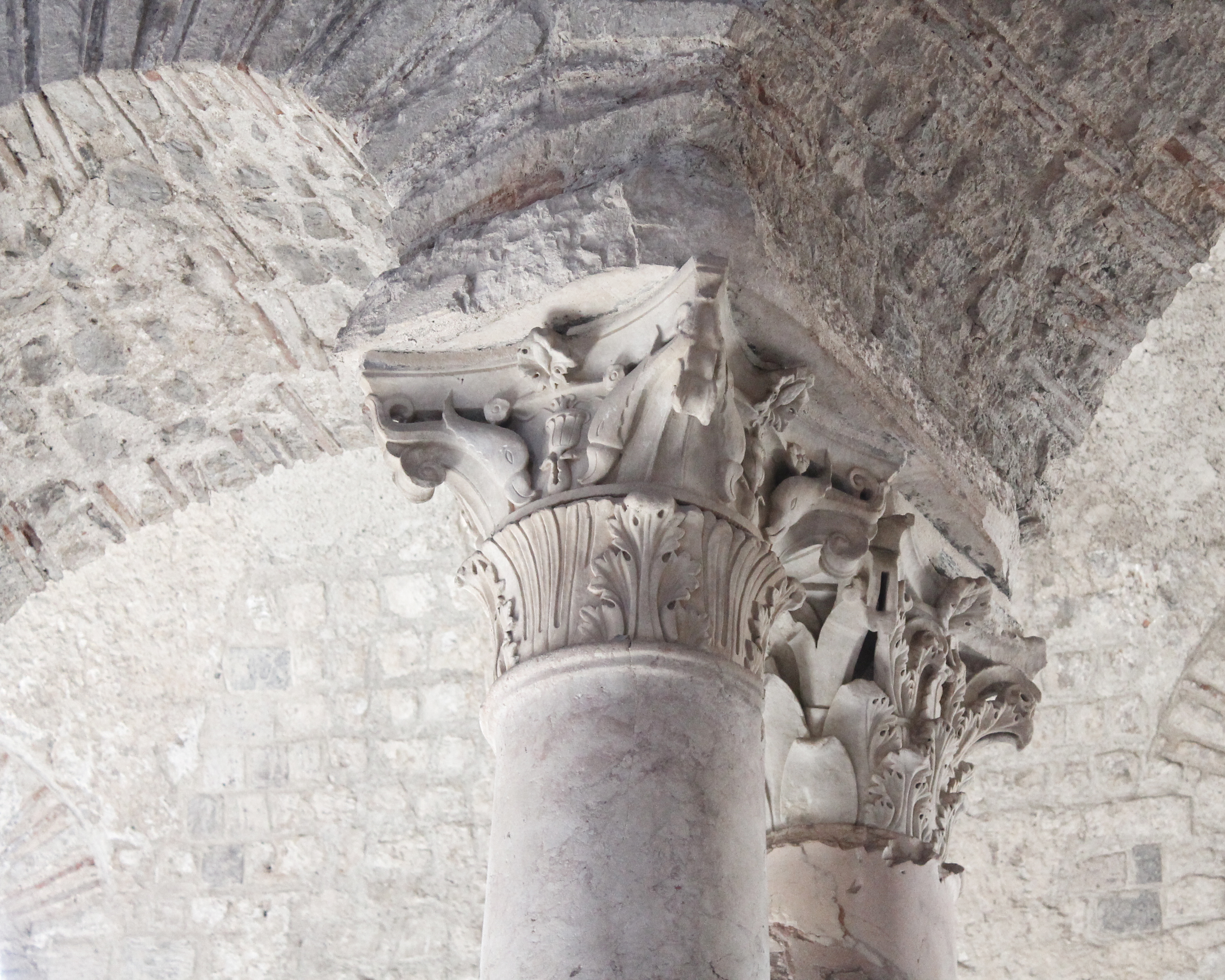
Dettaglio dei capitelli con delfini del battistero
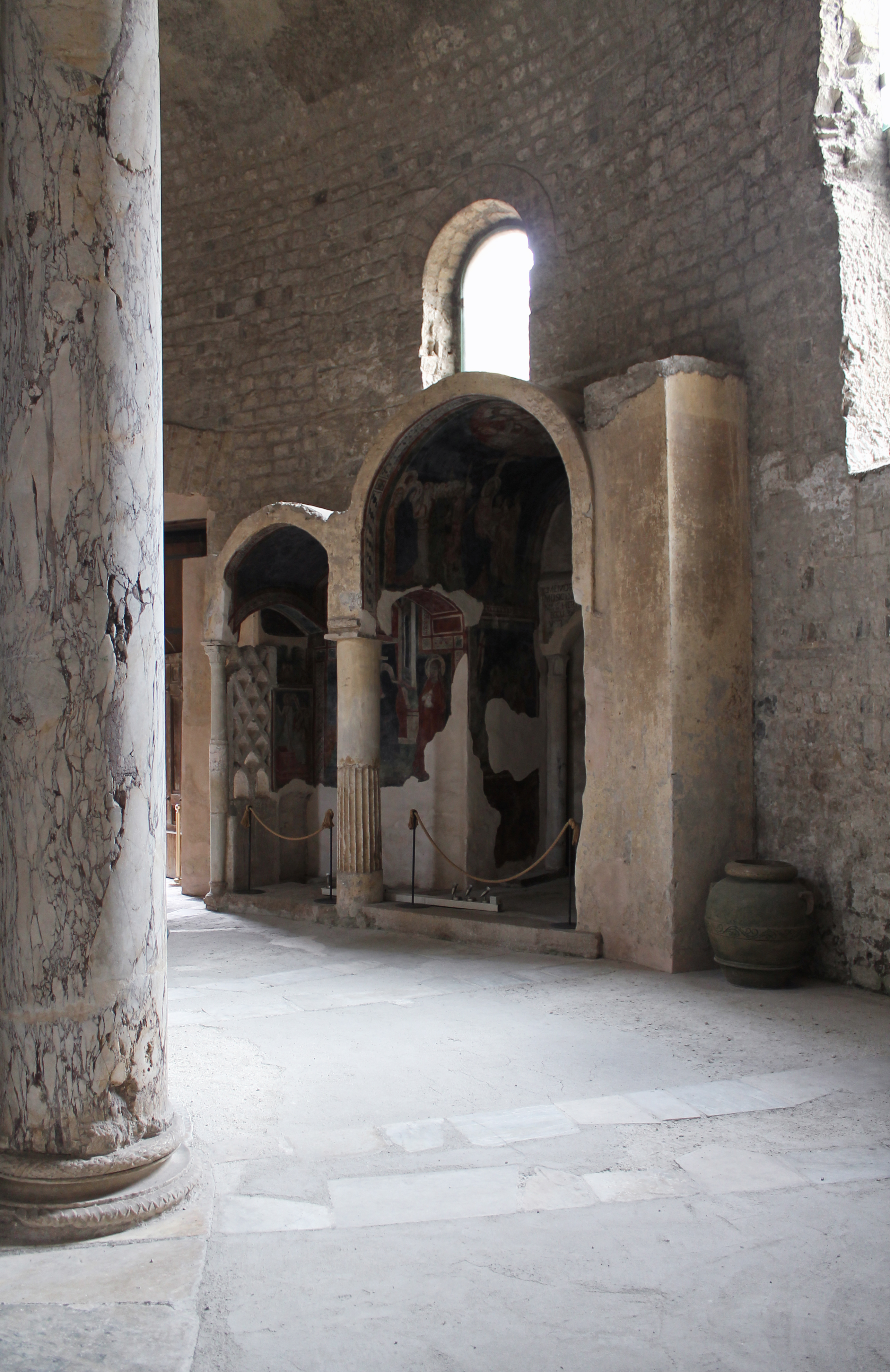
Le cappelline affrescate del battistero
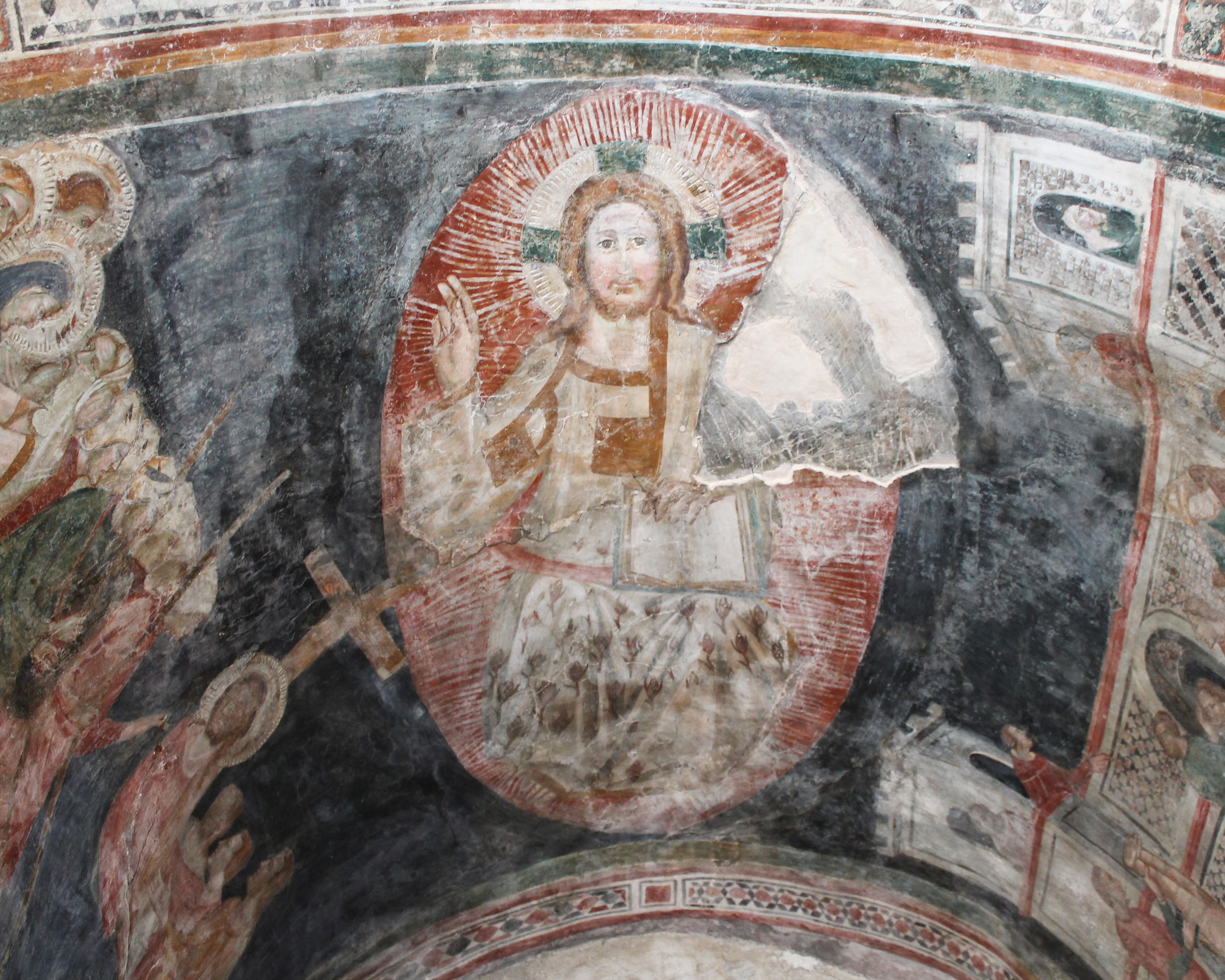
Affresco cappellina del Cristo Pantocrator del battistero
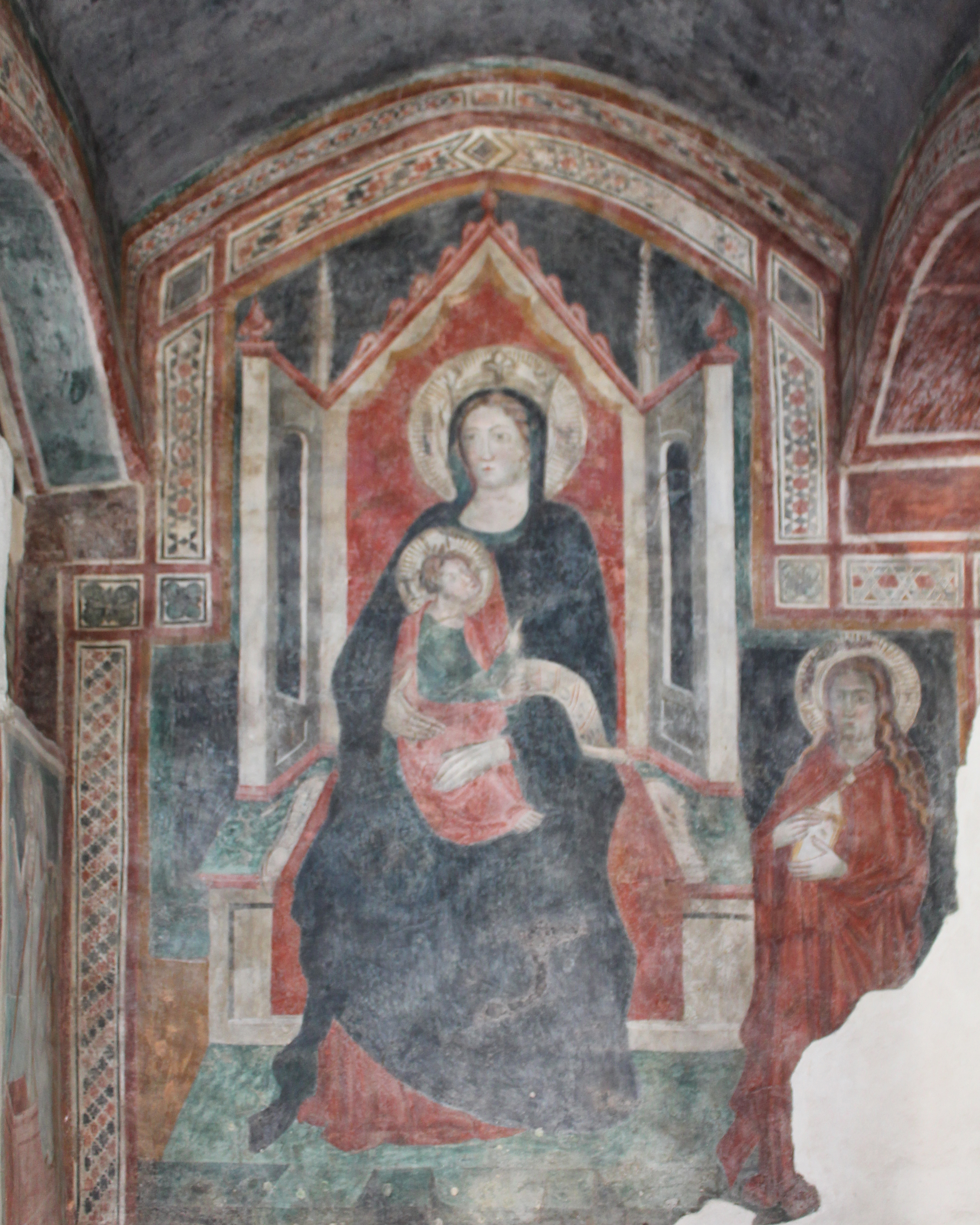
Affresco cappellina della Vergine del battistero
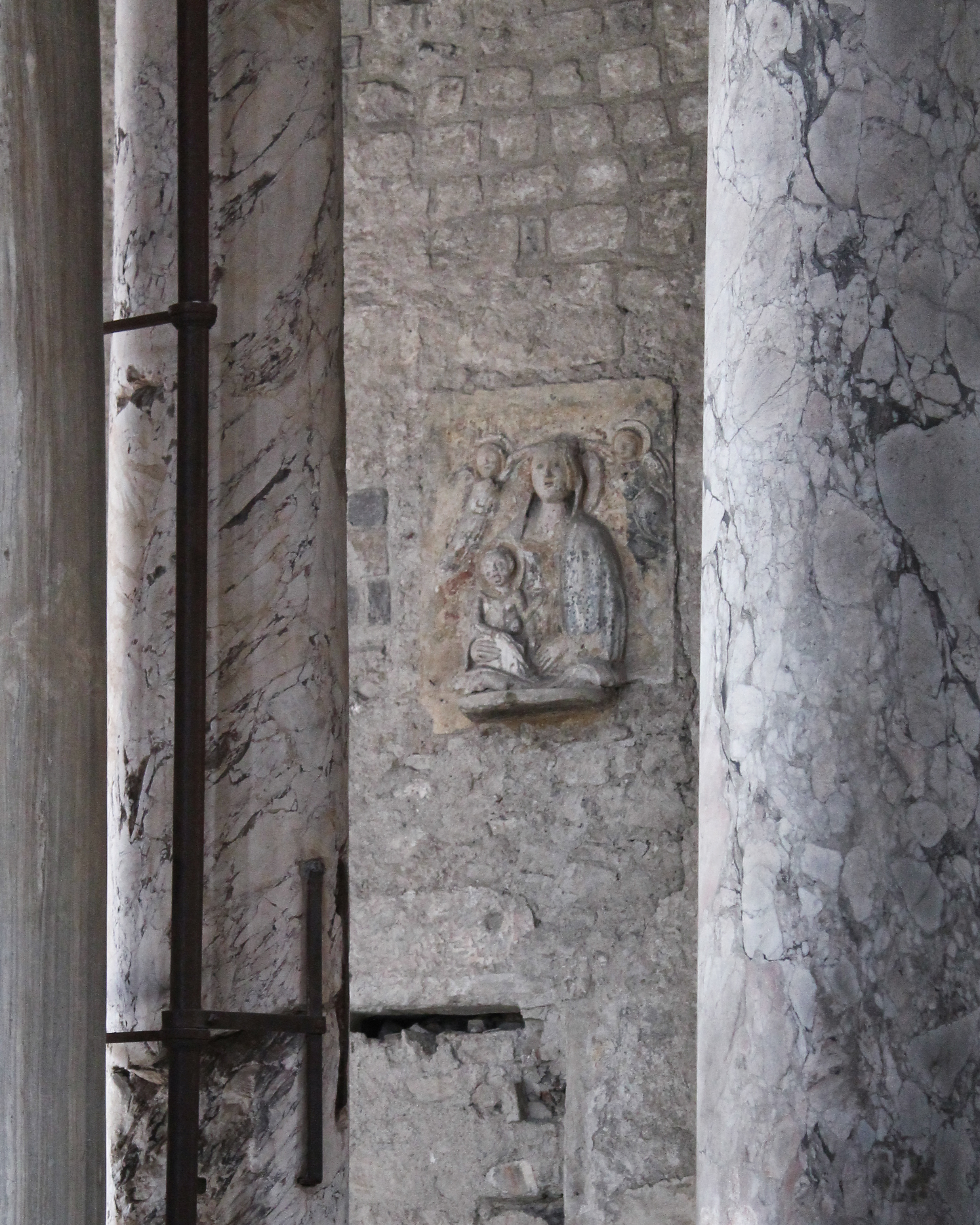
Bassorilievo della Madonna di Santa Maria Maggiore
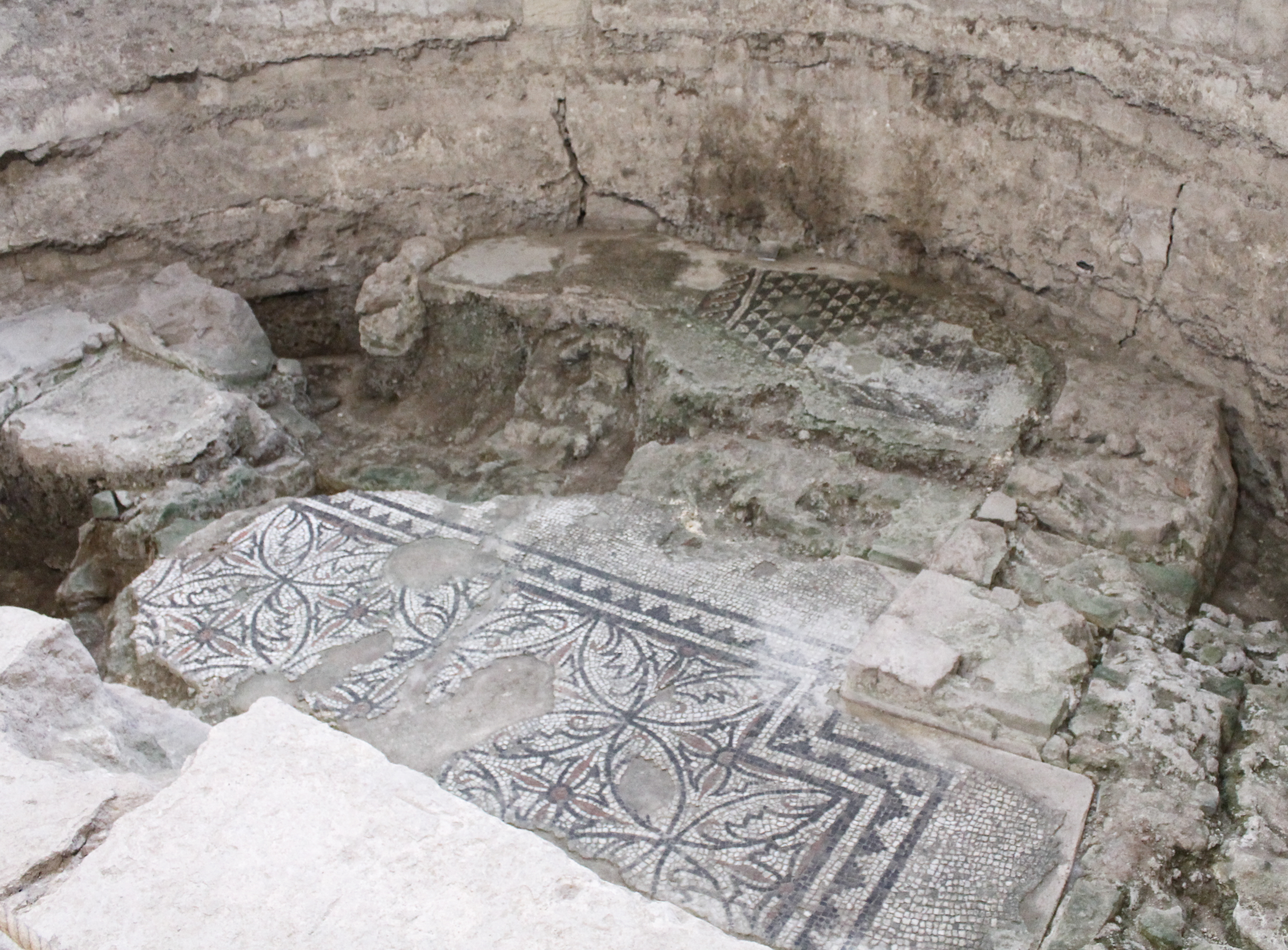
Parte dei mosaici all'interno del battistero
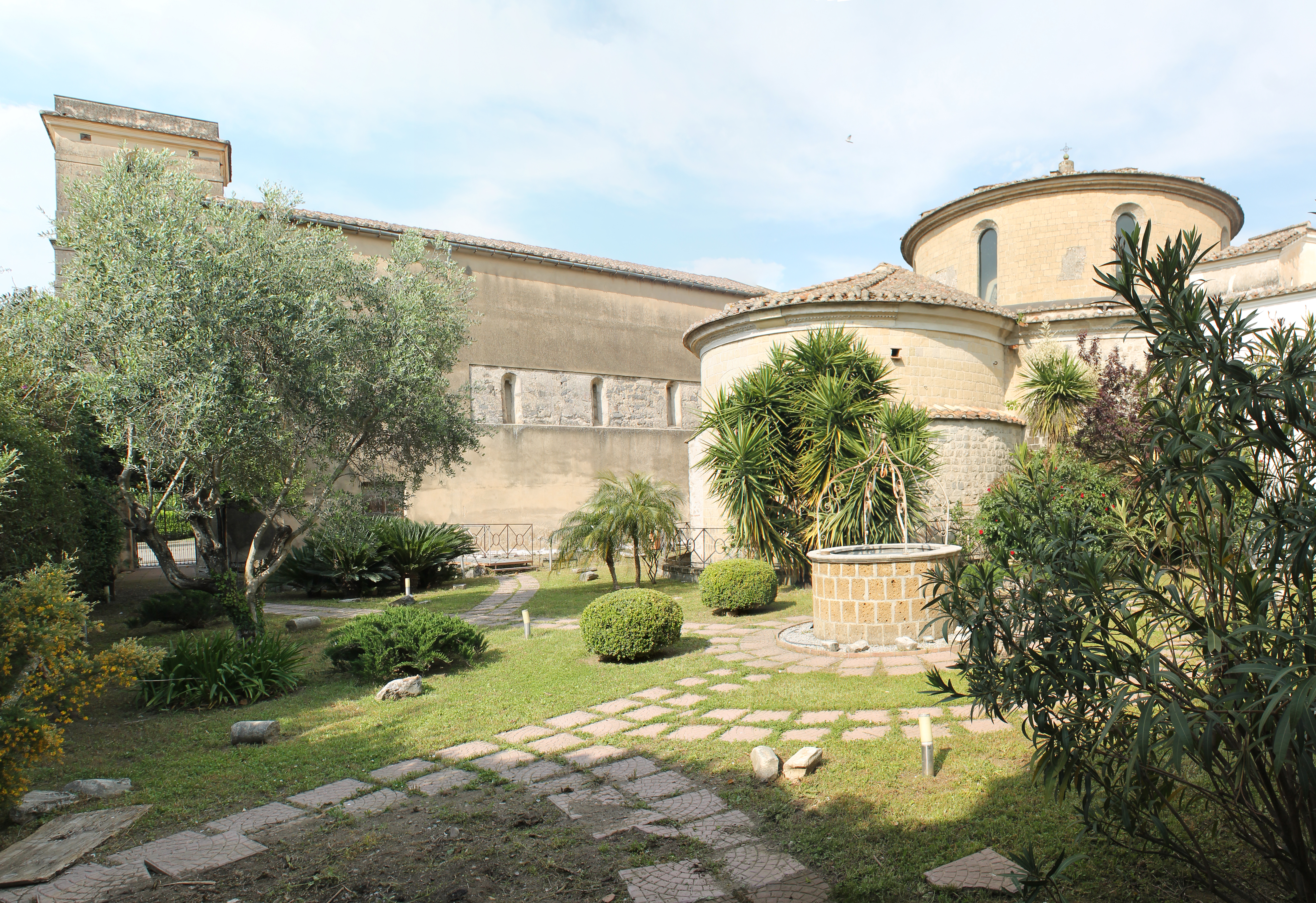
I giardini del battistero
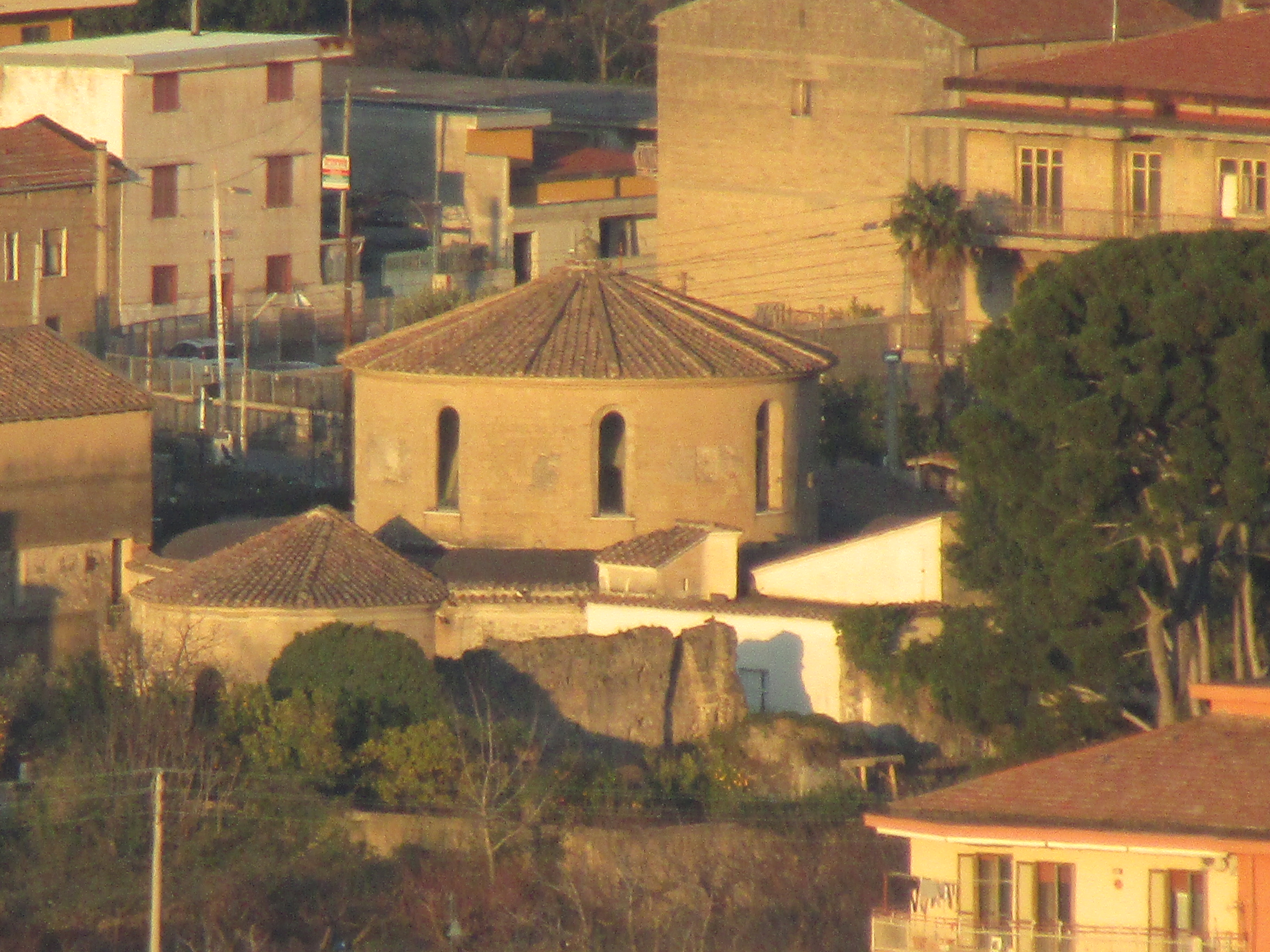
Vista esterna della cupola e del deambulatorio del battistero